# Aedoeus brevicollis
Aedoeus brevicollis là một loài bọ cánh cứng trong họ Cerambycidae.